# Radovan Stanković
Pour les articles homonymes, voir Stanković.
Radovan Stanković (10 mars 1969, Trebica, Foča, Bosnie-Herzégovine) est un criminel de guerre serbe recherché jusqu'au 20 janvier 2012, date de sa capture. Il était recherché depuis son inculpation en juin 1996 pour « viols, tortures et réductions en esclavage de femmes et de fillettes musulmanes »,
Membre du bataillon Miljevina, une unité paramilitaire serbe de Bosnie de Foča, il a été condamné le 28 mars 2007 à 20 ans d’emprisonnement pour: réduction en esclavage, viol et atteintes à la dignité des personnes (crimes contre l'humanité et violations des lois ou coutumes de la guerre).
«Il était responsable de la maison de Karaman, où des femmes et des jeunes filles, parfois âgées de 12 et 14 ans, ont été détenus pour que des soldats serbes et d’autres hommes serbes puissent leur infliger des sévices sexuels. »,